# Спомен-биста Јовану Цвијићу у Београду
Спомен-биста Јовану Цвијићу је споменик у Београду у општини Стари град.

## Опште карактеристике
Биста је посвећена Јовану Цвијићу, (Лозница, 11. октобар 1865 — Београд, 16. јануар 1927) српском научнику, оснивачу Српског географског друштва, председнику Српске краљевске академије, професору и ректору Београдског универзитета, почасном доктору Универзитета Сорбоне и Карловог универзитета у Прагу.
Налази се у башти испред куће Јована Цвијића у улици Јелене Ћетковић. Бисту је 1965. године израдио скулптор Владета Петрић.